# マナンピティヤ橋
マナンピティヤ橋（シンハラ語: මනම්පිටිය පාලම, タミル語: மன்னம்பிட்டிப் பாலம்）は、スリランカ民主社会主義共和国（通称: スリランカ）にあるマハウェリ川に架かる鉄道橋および道路橋である。
当橋梁は、延長が302メートルであり、スリランカ国内で2番目に長い橋梁に当たる。当橋梁は、20世紀初頭に架橋された鉄道用の鋼橋と、新たに建設されて架橋された2車線の車道用の、2本の橋梁から成っている。Kinniya橋が2009年に開通すると公表される以前は、スリランカ国内では当橋梁が最長であった。鉄道用の鋼橋は、植民地支配時代である1922年に建設されている。
鋼橋は、延長が291メートルおよび幅員が5メートル未満となっている。
新しい道路専用橋が架橋されるまでは、鋼橋が鉄道道路併用橋として使用されていた。
ポロンナルワ県のA11号線のHabarana-Thirikondiyadimadu道路に沿って、当橋梁はMaradankadawalaの81キロメートル東に位置しており、マハウェリ川を跨いで東部州と北中部州を結んでいる。
マナンピティヤの新しい橋梁は、日本の政府開発援助 (ODA: Official Development Assistance) によって建設されており、それゆえに橋梁の名称がスリランカ＝日本友好平和橋（スリランカにっぽんゆうこうへいわきょう、Sri Lanka-Japan Friendship Peace Bridge）となっている。
日本政府を代表して、国際協力機構 (JICA: Japan International Cooperation Agency) より、13億スリランカ・ルピーを資金提供している。
マヒンダ・ラージャパクサ大統領より、当橋梁が2007年10月25日に開通すると公表された。
新しい50スリランカ・ルピー紙幣には、マナンピティヤ橋の図柄が描かれている。